# ダマルタン＝レ＝タンプリエ
ダマルタン＝レ＝タンプリエ （Dammartin-les-Templiers）は、フランス、ブルゴーニュ＝フランシュ＝コンテ地域圏、ドゥー県のコミューン。

## 由来
1161年にDammartin、1275年にDompno Martino、14世紀終わりにはDompno Martino Subrus Vaitesと記された。15世紀にDommartin, Dampmartin-le-Templierとなり、その後1922年1月22日のデクレによりDammartin-les-Templiersとなった。

## 人口統計
| 1962年 | 1968年 | 1975年 | 1982年 | 1990年 | 1999年 | 2007年 | 2014年 |
| ------ | ------ | ------ | ------ | ------ | ------ | ------ | ------ |
| 157    | 144    | 120    | 132    | 174    | 191    | 194    | 223    |

参照元:1962年から1999年までは複数コミューンに住所登録をする者の重複分を除いたもの。それ以降は当該コミューンの人口統計によるもの。1999年までEHESS/Cassini、2006年以降INSEE。